# Gaston (Oregon)
Gaston az Amerikai Egyesült Államok északnyugati részén, Oregon állam Washington megyéjében helyezkedik el. A 2010. évi népszámláláskor 637 lakosa volt. A város területe 0,73 km², melynek 100%-a szárazföld.

## Történet

### Az első telepesek
Az európaiak 1800-as megérkezésekor itt élő őslakosokról keveset lehet tudni; valószínűleg a környék többi törzséhez hasonló életmódot folytattak. A közeli Cherry Grove-ban a kalapuyák atfalati törzséhez köthető sziklarajzokat fedeztek fel. A telepesek által behurcolt járványok (pestis, malária, influenza) megtizedelték a lakosságot. Mire letelepedtek, az őslakosok 90%-a meghalt.

#### Iskolák
Az 1860-as években mindössze 70 embert számlált a közösség, ennek ellenére 1866-ban felépült az első iskola. 1870-ben új intézmény épült a régi és új 47-es országút között. A diákok kezdetben 3-6 hónapot jártak ide, ezt később 9-re emelték. 1871-ben postakocsi-járat indult, aminek köszönhetően számos telepes érkezett ide. A vasúti vonal szükségének előszelét megérezve Joseph Gaston vasútépítő, valamint a város névadója a település szélén egy 8000 m²-es területet jelölt ki egy új iskolának.

#### Vasút
Az 1870-es évek elején Washington megyében is megjelentek a postakocsik és elindult a vasúti közlekedés is. 1872-ben a Portland–St. Joseph vonalon a Patton-völgyben megnyílt a gastoni megállóhely. 1873-ban a megnövekedett lakosság miatt postahivatalt nyitottak, valamint ugyanebben az évben alapították meg a Gastoni Gyülekezeti Templomot is. Joseph Gaston volt a felelős a Wapató-tó 1880-as években bekövetkezett kiszáradásáért; tevékenységének eredményeképp jöttek létre a város körüli farmok. A wapato indián szó, egy „vízi krumplinak” fordítható gyökérzöldség neve. A vasúti vonalat 1985-ben megszüntették, és részben a pályát is elbontották.

### A 19. századtól napjainkig
1911-ben a közeli Cherry Grove mellett egy fűrészüzem nyílt, ami egy ideig jó hatással volt a gazdaságra, viszont az 1913-as faipari válság alatt tönkrement. 1916-ban Gastonban egy bank, két vegyesbolt és számos más üzlet is nyílt.
1935 május elején a Stimson gyár munkásai sztrájkba kezdtek. A következő reggelen Charles Martin az állami rendőrséget és a Nemzeti Gárdát is kivezényelte, hogy a sztrájktörőket védelmezzék. A füstgránátokkal és géppisztolyokkal felszerelt katonák és rendőrök hatására feloszlott a tömeg; a sztrájkolók el akartak kerülni egy esetleges vérfürdőt.

#### Új gimnázium
1915-ben egy új gimnázium épült a Joseph Gaston által kijelölt területen. Az épületet az 1986/87-es tanévig használták, ám később vita alakult ki a további sorsáról. A lakosok egy része valamely szomszédos (Forest Grove-i, vagy yamhilli) iskolakerülettel való összevonását, mások pedig új iskola alapítását javasolták. Végül új iskola épült, és a wappatói és yamhilli kerületek összevonásával létrejött a Gastoni Iskolakerület. A kerületnek 2007-ben 525 diákja volt.

#### Terjeszkedés
Portland és a nyugati part egyre nagyobb népszerűségnek örvendett; habár Gaston túl távol volt, egyre többen költöztek ide és íratták be gyermekeiket a helyi iskolába. Az 1980-as évek végén egy új tűzoltóállomás, a 90-es években pedig egy sportpark is épült. A 2000-es években a város szélén új postahivatal létesült. A városnak nem sikerült teljesen kiaknáznia a borászatban rejlő lehetőségeket. 2006-ban az egyik polgármesterjelölt javasolta, hogy állami vagy szövetségi segítséggel pezsdítsék fel a főutca forgalmát, ezzel is segítve a boripart.

## Éghajlat
A térség nyarai melegek (de nem forróak) és szárazak; a havi maximum átlaghőmérséklet 22 °C. A Köppen-skála alapján a város éghajlata meleg nyári mediterrán. A legcsapadékosabb a november–január, a legszárazabb pedig a július–augusztus közötti időszak. A legmelegebb hónap augusztus, a leghidegebb pedig december.
| Hónap                         | Jan.  | Feb.  | Már.  | Ápr. | Máj. | Jún. | Júl. | Aug. | Szep. | Okt. | Nov.  | Dec.  | Év    |
| ----------------------------- | ----- | ----- | ----- | ---- | ---- | ---- | ---- | ---- | ----- | ---- | ----- | ----- | ----- |
| Rekord max. hőmérséklet (°C)  | 19,4  | 22,2  | 27,8  | 31,7 | 36,7 | 40,6 | 42,8 | 42,2 | 40,0  | 33,9 | 32,2  | 17,8  | 42,8  |
| Átlagos max. hőmérséklet (°C) | 7,2   | 10,0  | 12,8  | 16,1 | 20,0 | 22,8 | 27,2 | 27,8 | 24,4  | 17,2 | 10,6  | 6,7   | 16,9  |
| Átlaghőmérséklet (°C)         | 3,9   | 5,3   | 7,8   | 10,3 | 13,6 | 16,4 | 19,7 | 20,0 | 16,7  | 11,1 | 6,7   | 3,4   | 11,3  |
| Átlagos min. hőmérséklet (°C) | 0,6   | 0,6   | 2,8   | 4,4  | 7,2  | 10,0 | 12,2 | 12,2 | 8,9   | 5,0  | 2,8   | 0,0   | 5,6   |
| Rekord min. hőmérséklet (°C)  | −27,8 | −33,9 | −10,6 | −3,9 | −2,2 | 0,0  | 1,1  | 2,2  | −1,1  | −6,1 | −14,4 | −20,0 | −33,9 |
| Átl. csapadékmennyiség (mm)   | 184   | 142   | 122   | 79   | 56   | 41   | 10   | 15   | 30    | 81   | 193   | 208   | 1161  |
| Forrás: The Weather Channel   |       |       |       |      |      |      |      |      |       |      |       |       |       |

## Népesség

### 2010
A 2010-es népszámláláskor a városnak 637 lakója, 241 háztartása és 160 családja volt. A népsűrűség 872,6 fő/km2. A lakóegységek száma 251, sűrűségük 343,8 db/km2. A lakosok 91,2%-a fehér, 0,3%-a afroamerikai, 1,4%-a indián, 0,6%-a ázsiai, 0,2%-a a Csendes-óceáni szigetekről származik, 3,3%-a egyéb, 3%-a pedig kettő vagy több etnikumú. A spanyol vagy latino származásúak aránya 11% (9,6% mexikói, 0,5% Puerto Ricó-i, 0,2% kubai, 0,8% egyéb spanyol vagy latino származású.)
A háztartások 36,9%-ában élt 18 évnél fiatalabb. 49,8% házas, 10% egyedülálló nő, 6,6% egyedülálló férfi, 33,6% pedig nem család. 25,3% egyedül élt; 3,7%-uk 65 éves vagy idősebb. Egy háztartásban átlagosan 2,46 személy élt; a családok átlagmérete 3,18 fő.
A medián életkor 35,2 év volt. A város lakóinak 26,7%-a 18 évesnél fiatalabb, 9,5% 18 és 24 év közötti, 26,7%-uk 25 és 44 év közötti, 31,2%-uk 45 és 64 év közötti, 6%-uk pedig 65 éves vagy idősebb. A lakosok 51,2%-a férfi, 48,8%-a pedig nő.

### 2000
A 2000-es népszámláláskor  a városnak 600 lakója, 196 háztartása és 139 családja volt. A népsűrűség 821,9 fő/km2. A lakóegységek száma 204, sűrűségük 279,5 db/km2. A lakosok 88,33%-a fehér,  0,83%-a indián, 0,17%-a ázsiai,  7%-a egyéb-, 3,67%-a pedig kettő vagy több etnikumú. A spanyol vagy latino származásúak aránya 14,5% (12,7% mexikói,   1,8% pedig egyéb spanyol/latino származású.)
A háztartások 44,9%-ában élt 18 évnél fiatalabb. 52% házas, 14,8% egyedülálló nő; 28,6% pedig nem család. 25% egyedül élt; 3,1%-uk 65 éves vagy idősebb. Egy háztartásban átlagosan 3,06 személy élt; a családok átlagmérete 3,73 fő.
A város lakóinak 37,7%-a 18 évesnél fiatalabb, 9,5% 18 és 24 év közötti, 30,7%-uk 25 és 44 év közötti, 18,2%-uk 45 és 64 év közötti, 4%-uk pedig 65 éves vagy idősebb. A medián életkor 28 év volt. Minden 100 nőre 104,1 férfi jut; a 18 évnél idősebb nőknél ez az arány 90,8.
A háztartások medián bevétele 36 458 amerikai dollár, ez az érték családoknál $42 031. A férfiak medián keresete $31 641, míg a nőké $25 833. A város egy főre jutó bevétele (PCI) $17 758. A családok 9,8%-a, a teljes népesség 11,1%-a élt létminimum alatt; a 18 év alattiaknál ez a szám 21,3%, a 65 évnél idősebbeknél pedig %.

## Fordítás
Ez a szócikk részben vagy egészben  a   Gaston, Oregon című angol Wikipédia-szócikk ezen változatának fordításán alapul.  Az eredeti cikk szerkesztőit annak laptörténete sorolja fel. Ez a jelzés csupán a megfogalmazás eredetét és a szerzői jogokat jelzi, nem szolgál a cikkben szereplő információk forrásmegjelöléseként.